# 므스티슬라프 2세

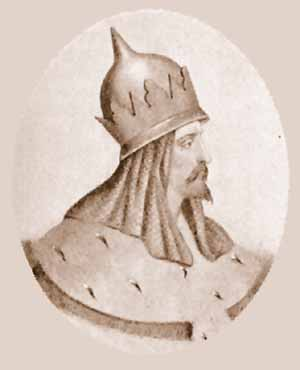
므스티슬라프 2세

므스티슬라프 2세(러시아어: Мстислав Изяславич 므스티슬라프 이자슬라비치[*], 우크라이나어: Мстислав Ізяславич 므스티슬라우 이자슬라비치[*], 생년 미상 ~ 1172년)는 키예프 대공국의 대공(재위: 1167년 ~ 1169년, 1170년)이다. 류리크 왕조 출신이다.

## 생애
이자슬라프 2세 대공의 아들로 태어났다. 1153년에는 키예프 대공국을 침공한 쿠만인 군대를 물리쳤다. 1155년 유리 돌고루키가 폴란드로 망명하면서 키예프 대공국으로 귀환했다.
1167년 로스티슬라프 1세 대공이 사망하면서 키예프 대공으로 즉위했지만 1169년 안드레이 돌고루키가 키예프를 점령하면서 퇴위했다. 폴란드의 볼레스와프 3세 공작의 딸인 아그네스(Agnes)와 결혼했으며 슬하에 3명의 아들을 두었다.
| 전임 이자슬라프 3세 | 키예프 대공 1167년 ~ 1169년, 1170년 | 후임 글레프 |